# Rousthøje Sogn

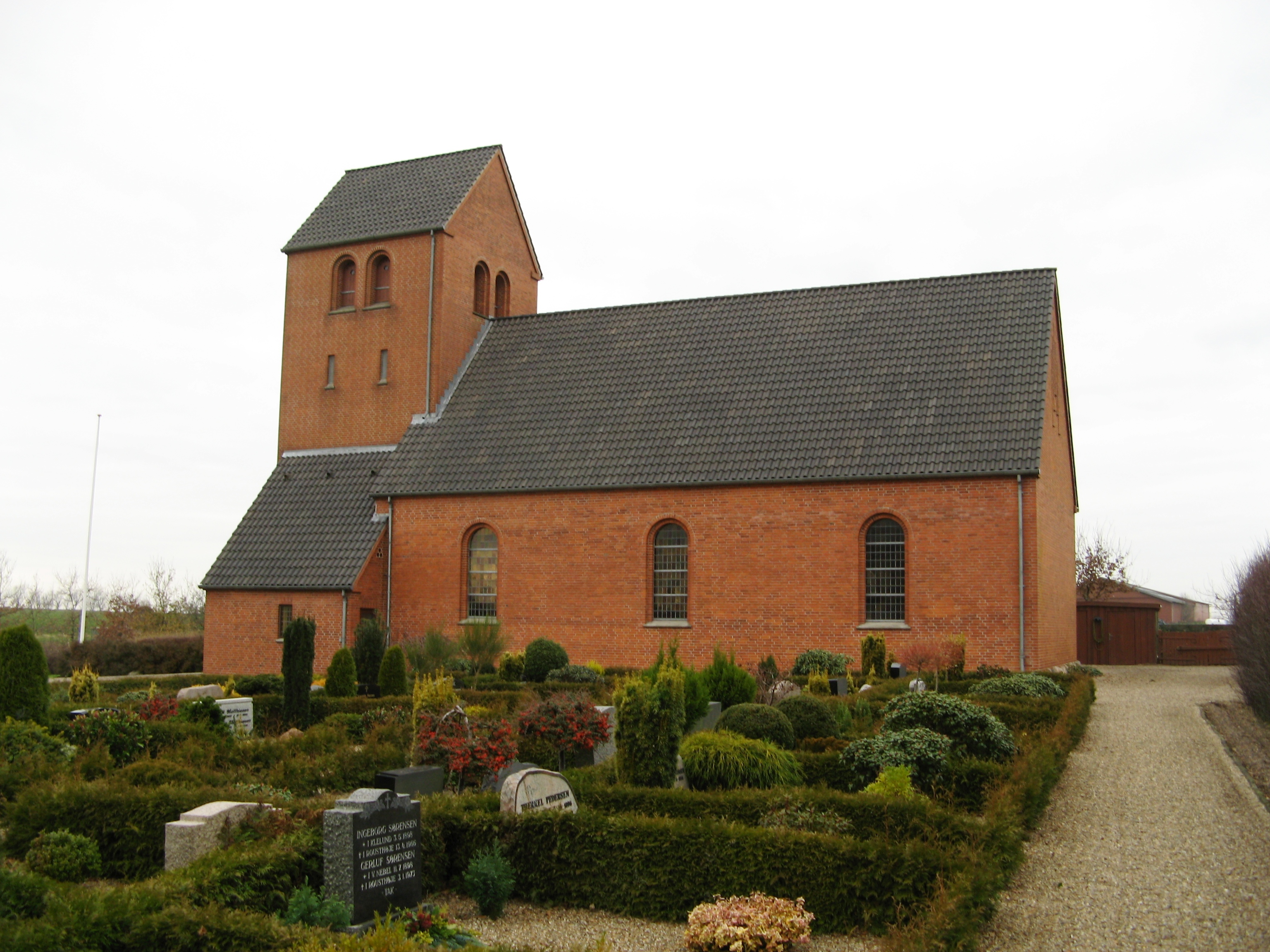
Rousthøje Kirke

Rousthøje Sogn (bis 1. Oktober 2010: Rousthøje Kirkedistrikt  (dt.: Kirchenbezirk) im Grimstrup Sogn) ist eine Kirchspielsgemeinde (dän.: Sogn)  im südlichen Dänemark. Bis zum 1. Oktober 2010 war sie lediglich ein Kirchenbezirk im Grimstrup Sogn. Als zu diesem Termin sämtliche Kirchenbezirke Dänemarks aufgelöst wurden, wurde sie ein selbständiges Sogn.
Im Kirchspiel leben 412 Einwohner (Stand: 1. Januar 2023). Im Kirchspiel liegt die Kirche „Rousthøje Kirke“.

## Geschichte
Bis 1970 gehörte Grimstrup Sogn zur Harde Skast Herred im damaligen Ribe Amt, danach zur Helle Kommune im erweiterten Ribe Amt, die im Zuge der  Kommunalreform zum 1. Januar 2007 in der Varde Kommune in der Region Syddanmark aufgegangen ist.